# Wayne Selser
Wayne Yohe Selser (Saint Louis, Missouri, 11 april 1920 - Madera, Californië, 21 januari 1994) was een Amerikaans autocoureur. In 1953 schreef hij zich in voor de Indianapolis 500, maar hij wist zich niet te kwalificeren. Deze race was ook onderdeel van het Formule 1-kampioenschap. Selser werd in 2021 geïntroduceerd in de Nebraska Auto Racing Hall of Fame.